# Vampiro de Highgate

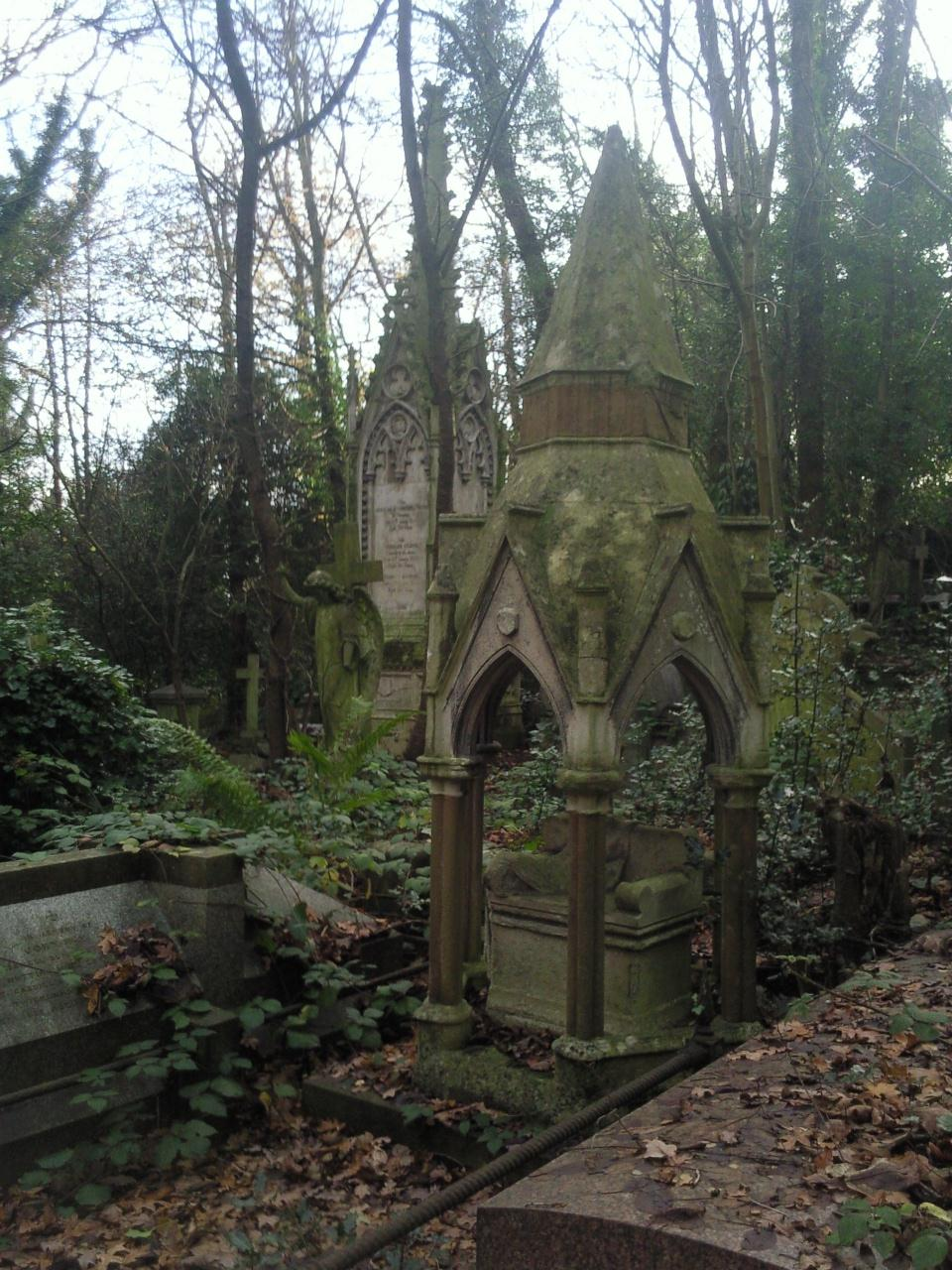
Tumbas en el cementerio de Highgate.

El vampiro de Highgate es un supuesto caso de vampirismo que se habría producido a comienzos de los años 1970, en el cementerio de Highgate, en Londres (Inglaterra).

## Inicio del caso
El caso se inició con un grupo de jóvenes interesados en el ocultismo, que empezaron a frecuentar el cementerio de Highgate a finales de la década de 1960. El 21 de diciembre de 1969 uno de los miembros del grupo, David Farrant, pasó la noche allí, según su relato escrito en 1991. En una carta publicada en el Hampstead and Highgate Express del 6 de febrero de 1970, escribió que mientras estaba en el cementerio el 24 de diciembre de 1969 había visto "una figura gris", que él consideraba sobrenatural, preguntando si alguien había visto algo similar. El día 13 de febrero, varias personas respondieron, describiendo una variedad de fantasmas, junto al cementerio o en la contigua Swain's Lane. Estos fantasmas fueron descritos como un hombre alto con un sombrero, un ciclista espectral, una mujer vestida de blanco, una cara mirando a través de los barrotes de una puerta, una figura vadeando un estanque, una forma pálida deslizándose, campanas y voces que llamaban.
Un segundo hombre de la localidad, Sean Manchester, identificó la supuesta aparición en el Hampstead and Highgate Express del 27 de febrero de 1970, diciendo que él creía que "un vampiro rey de los muertos vivientes", un noble medieval que había practicado la magia negra en la Valaquia medieval (Rumania), había sido llevado a Inglaterra en un ataúd a principios del siglo XVIII por sus seguidores, que habrían comprado una casa para él en el West End, siendo enterrado en el sitio que más tarde se convirtió en el cementerio de Highgate, y afirmó que los satanistas modernos le habían despertado. Manchester afirmó más tarde, sin embargo, que la referencia a "un rey vampiro de Valaquia" era un adorno periodístico.
En la entrevista del 27 de febrero, Manchester no ofreció ninguna prueba en apoyo de su teoría. A la semana siguiente, el 6 de marzo, el mismo periódico informó que David Farrant había visto zorros muertos en el cementerio "y lo curioso era que no había signos externos sobre la forma en que murieron", lo que fue usado por Manchester en apoyo de su teoría. En escritos posteriores, los dos hombres dijeron haber visto otros zorros muertos con heridas en la garganta y vaciados de sangre. A pesar de lo precario de las pruebas, el fenómeno fue etiquetado de "vampírico".

## Caza de marzo de 1970
La popularidad local del caso fue reforzada por una creciente rivalidad entre Farrant y Manchester, cada uno afirmando que él podría expulsar o destruir el espectro. Manchester anunció a sus colaboradores que iba a celebrar una caza "oficial" del vampiro el viernes 13 de marzo de 1970. La cadena televisiva Independent Television (ITV) realizó entrevistas a Manchester y Farrant, y a otras personas que afirmaron haber visto figuras sobrenaturales en el cementerio. Estas fueron transmitidas por ITV temprano en la tarde del día 13; a las dos horas una multitud de "cazadores" de Londres y otros lugares se abalanzaron sobre las puertas y las paredes del cementerio cerrado, a pesar de los esfuerzos de la policía para controlarlos.
En años posteriores, Manchester escribió su propia versión de los hechos de aquella noche. Según su relato, él y algunos compañeros entraron en el cementerio sin ser vistos por la policía, a través de las rejas dañadas de un cementerio contiguo, y trataron de abrir la puerta de una catacumba particular a la que una chica en estado de trance le había llevado anteriormente, sin conseguir abrirla. A falta de esto, bajaron por una cuerda a través de un orificio existente en el techo, a la búsqueda de ataúdes vacíos en los que poner ajo, y rociando con agua bendita alrededor.
Meses después de esto, en agosto, Farrant fue encontrado por la policía cerca del cementerio de Highgate una noche, llevando un crucifijo y una estaca de madera. Fue arrestado, pero cuando el caso llegó a los tribunales fue liberado.

## Consecuencias
El enfrentamiento entre ambos personajes prosiguió a lo largo del tiempo. Farrant fue encarcelado en 1974 por vandalismo y profanación en el cementerio de Highgate, aunque él insistió en que esto había sido causado por los satanistas y no por él.
Los hechos inspiraron parcialmente la película Dracula AD 1972, de 1972.
La pelea entre Manchester y Farrant permanece vigorosa hasta el presente; cada uno dice ser un exorcista competente e investigador de lo paranormal y cada uno vierte desprecio sobre la supuesta experiencia del otro. Ambos siguen investigando supuestos fenómenos sobrenaturales, y han escrito y hablado en repetidas ocasiones sobre los acontecimientos de Highgate en todos los medios disponibles, cada uno destacando su papel y excluyendo el del otro.